# Classic Var 2025
La Classic Var 2025, seconda edizione della corsa e valevole come evento dell'UCI Europe Tour 2025 categoria 1.1, si svolse il 21 febbraio 2025 su un percorso di 164 km, con partenza da Le Luc e arrivo a Fayence, in Francia. La vittoria fu appannaggio dell'italiano Christian Scaroni, il quale completò il percorso in 3h53'32", alla media di 42,135 km/h, precedendo i francesi Paul Lapeira e Victor Lafay.
Sul traguardo di Fayence 102 ciclisti, dei 107 partiti da Le Luc, portarono a termine la competizione.

## Squadre e corridori partecipanti
| N.    | Cod. | Squadra                    |
| ----- | ---- | -------------------------- |
| 1-7   | TBV  | Bahrain Victorious         |
| 11-17 | DAT  | Decathlon AG2R La Mondiale |
| 21-27 | GFC  | Groupama-FDJ               |
| 31-37 | LOT  | Lotto                      |
| 41-47 | EFE  | EF Education-EasyPost      |
| 51-57 | IWA  | Intermarché-Wanty          |
| 61-66 | COF  | Cofidis                    |
| 71-77 | ARK  | Arkéa-B&B Hotels           |

| N.      | Cod. | Squadra                    |
| ------- | ---- | -------------------------- |
| 81-87   | XAT  | XDS Astana Team            |
| 91-97   | IPT  | Israel-Premier Tech        |
| 101-106 | TEN  | TotalEnergies              |
| 111-117 | RKT  | Unibet Tietema Rockets     |
| 121-127 | AUB  | St Michel-Pr.Home-Auber93  |
| 131-137 | VRR  | Van Rysel-Roubaix          |
| 141-147 | UCN  | CIC-U-Nantes               |
| 151-157 | NMC  | Nice Métropole Côte d'Azur |

## Ordine d'arrivo (Top 10)
| Pos. | Corridore           | Squadra       | Tempo    |
| ---- | ------------------- | ------------- | -------- |
| 1    | Christian Scaroni   | XDS           | 3h53'32" |
| 2    | Paul Lapeira        | Decathlon     | s.t.     |
| 3    | Victor Lafay        | Decathlon     | s.t.     |
| 4    | Kévin Vauquelin     | Arkéa         | s.t.     |
| 5    | Santiago Buitrago   | Bahrain       | s.t.     |
| 6    | Louis Barré         | Intermarché   | a 7"     |
| 7    | Clément Champoussin | XDS           | s.t.     |
| 8    | Lenny Martinez      | Bahrain       | s.t.     |
| 9    | Quentin Pacher      | Groupama      | s.t.     |
| 10   | Mathieu Burgaudeau  | TotalEnergies | a 10"    |